# Rinyabesenyő
Rinyabesenyő község Somogy vármegyében, a Nagyatádi járásban.

## Fekvése
Nagyatádtól délkeletre, a Rinya patak völgyében fekszik, erdőkkel övezve.
A közvetlenül határos települések: észak felől Mike, északkelet felől Kőkút, dél felől Homokszentgyörgy, nyugat felől Görgeteg, északnyugat felől pedig Lábod.
Közúton csak Lábod felől érhető el, a 68-as főútból ott kiágazó 66 143-as számú mellékúton.

## Története
Rinyabesenyő neve először az 1332-1337-es pápai tizedjegyzékben tűnt fel, tehát már ekkor egyházas helynek számított.
A 20. század elején Somogy vármegye Nagyatádi járáshoz tartozott.
1910-ben 630 lakost számlált, melyből 559 magyar és 46 német volt, vallásuk megoszlása szerint pedig 99 római katolikus, 283 református és 8 izraelita. 1946-48 között a csehszlovák-magyar lakosságcsere következményeképp (a környező településekhez hasonlóan) Rinyabesenyőbe is telepítettek egy nagycsaládot.[forrás?]
A település határában feküdt egykor Öszpöte középkori település is, mely valószínűleg a török időkben pusztult el.

## Népesség
A település népességének változása:
| Lakosok száma | 209  | 209  | 217  | 208  | 183  | 181  | 177  |
|               | 2013 | 2014 | 2015 | 2021 | 2022 | 2023 | 2024 |

A 2011-es népszámlálás során a lakosok 100%-a magyarnak, 47,4% cigánynak mondta magát (a kettős identitások miatt a végösszeg nagyobb lehet 100%-nál). A vallási megoszlás a következő volt: római katolikus 83,9%, református 1,6%, felekezet nélküli 0,5% (14,1% nem nyilatkozott).
2022-ben a lakosság 70,5%-a vallotta magát magyarnak, 56,3% cigánynak (29,5% nem nyilatkozott; a kettős identitások miatt a végösszeg nagyobb lehet 100%-nál). Vallásuk szerint 27,9% volt római katolikus, 1,1% református, 0,5% egyéb keresztény, 13,7% felekezeten kívüli (56,8% nem válaszolt).

## Közélete

### Polgármesterei
- 1990–1994: Farkas Sándor (független)[5]
- 1994–1998: Farkas Sándor (független)[6]
- 1998–1999: Váradi János (független)[7]
- 1999–2002: Orsós Imre (független)[8]
- 2002–2006: Farkas Sándor (független)[9]
- 2006–2010: Orsós Imre (független)[10]
- 2010–2014: Orsós Imre (független)[11]
- 2014–2019: Orsós Imre (Fidesz)[12]
- 2019–2024: Orsós Imre (Fidesz)[13]
- 2024– : Orsós Gábor (Fidesz-KDNP)[1]

| 1990–1994     | 1994–1998     | 1998–2002    | 1998–2002  | 2002–2006     | 2006–2010  | 2010–2014  | 2014–2019  | 2019–2024  | 2024–       |
| 1990–1994     | 1994–1998     | '98–'99      | '99–'02    | 2002–2006     | 2006–2010  | 2010–2014  | 2014–2019  | 2019–2024  | 2024–       |
| ------------- | ------------- | ------------ | ---------- | ------------- | ---------- | ---------- | ---------- | ---------- | ----------- |
| Farkas Sándor | Farkas Sándor | Váradi János | Orsós Imre | Farkas Sándor | Orsós Imre | Orsós Imre | Orsós Imre | Orsós Imre | Orsós Gábor |
|               |               |              |            |               |            |            |            |            |             |
| –             | –             | –            | –          | –             | –          | –          | Fidesz     | Fidesz     | Fidesz-KDNP |
|               |               |              |            |               |            |            |            |            |             |

A településen 1999. november 28-án időközi polgármester-választást kellett tartani, aminek oka még tisztázást igényel, de az előző polgármester nem indult el rajta.

## Nevezetességei
- Római katolikus templom - a falu szélén található, a 19. században épült, műemléki védelem alatt áll.[15]
- Öszpötei erdő - Rinyabesenyő határában húzódik, híres hatalmasra nőtt duglászfenyőiről (Pseudotsuga menziesii). Ezek többségét a meggyilkolt Erzsébet királyné emlékére ültették egy kis ligetben 1898-ban. Itt a SEFAG Zrt. 2007-ben kis pihenőhelyet is kialakított, tűzrakóhellyel, padokkal, esőbeállóval. Az erdő legnevezetesebb duglászpéldánya azonban nem ebben a ligetben, hanem attól mintegy 2 km-re található: ez a híres öszpötei kandeláberfa. E hatalmasra nőtt fenyő elágazás alatt mért törzskerülete 484 centiméter, magassága 32 méter. Nevét onnan kapta, hogy törzséből alacsonyan, közel vízszintes óriási oldalágak erednek, melyek pár méter után vállnak csak függőlegessé, ezért gyertyatartóra (kandeláber) emlékeztetnek.[16]